# 上饒市
上饒市（じょうじょうし）は、中華人民共和国江西省に位置する地級市。

## 地理
江西省の北東部に位置し、景徳鎮市、九江市、南昌市、撫州市、鷹潭市、安徽省、浙江省、福建省に接する。西の鄱陽湖へ向かう信江が流れる。

## 歴史
2000年10月に上饒市（地級市）の設立。

## 行政区画
3市轄区・1県級市・8県を管轄下に置く。
- 市轄区：
  - 信州区・広豊区・広信区
- 県級市：
  - 徳興市
- 県：
  - 玉山県・鉛山県・横峰県・弋陽県・余干県・鄱陽県・万年県・婺源県

| 上饒市の地図                                                                        |
| ----------------------------------------------------------------------------------- |
| 信州区 広信区 広豊区 玉山県 鉛山県 横峰県 弋陽県 余干県 鄱陽県 万年県 婺源県 徳興市 |

### 年表
この節の出典

#### 贛東北行政区上饒専区
- 1949年10月1日 - 中華人民共和国江西省贛東北行政区上饒専区が成立。上饒県・横峰県・鉛山県・広豊県・玉山県が発足。(5県)
- 1949年10月 - 贛東北行政区上饒専区が贛東北行政区貴渓専区と合併し、上饒専区の発足により消滅。

#### 贛東北行政区鄱陽専区
- 1949年10月1日 - 中華人民共和国江西省贛東北行政区鄱陽専区が成立。鄱陽県・彭沢県・万年県・湖口県・都昌県・余干県が発足。(6県)
- 1949年10月 - 贛東北行政区鄱陽専区が贛東北行政区楽平専区と合併し、楽平専区の発足により消滅。
  - 都昌県・彭沢県・湖口県が九江専区に編入。

#### 上饒専区(1949年-1952年)
- 1949年10月 - 江西省贛東北行政区上饒専区(5県)・貴渓専区(7県)が合併し、江西省上饒専区が発足。(9県)
  - 進賢県が南昌専区に編入。
  - 資渓県・金渓県が撫州専区に編入。
- 1950年11月23日 - 上饒県の一部が分立し、上饒市が発足。(1市9県)
- 1952年3月10日 - 広豊県の一部が浙江省衢州専区江山県に編入。(1市9県)
- 1952年5月30日 - 浙江省衢州専区江山県の一部が玉山県に編入。(1市9県)
- 1952年5月 - 浙江省衢州専区江山県の一部が玉山県に編入。(1市9県)
- 1952年10月8日 - 上饒専区が浮梁専区と合併し、鷹潭専区の発足により消滅。

#### 上饒地区(1952年-2000年)
- 1952年12月6日 - 鷹潭専区が上饒専区に改称。(2市16県)
- 1953年6月15日 - 景徳鎮市が地級市の景徳鎮市に昇格。(1市16県)
- 1956年7月2日 - 浮梁県の一部が安徽省蕪湖専区祁門県に編入。(1市16県)
- 1957年1月 - 貴渓県の一部が分立し、鷹潭鎮が発足。(1市16県1鎮)
- 1957年2月9日 - 鄱陽県が波陽県に改称。(1市16県1鎮)
- 1958年4月 - 鷹潭鎮が貴渓県に編入。(1市16県)
- 1958年10月18日 - 浙江省金華専区江山県の一部が玉山県に編入。(1市16県)
- 1958年11月10日 - 浮梁県が景徳鎮市に編入。(1市15県)
- 1960年6月8日 - 貴渓県の一部が分立し、鷹潭鎮が発足。(1市15県1鎮)
- 1960年9月30日 - 上饒県が上饒市に編入。(1市14県1鎮)
- 1964年10月31日 - 上饒市の一部が分立し、上饒県が発足。(1市15県1鎮)
- 1968年6月11日 - 東郷県が撫州専区に編入。(1市14県1鎮)
- 1970年10月7日 - 上饒専区が上饒地区に改称。(1市14県1鎮)
- 1979年3月9日 - 鷹潭鎮が市制施行し、鷹潭市となる。(2市14県)
- 1983年7月27日 (1市11県)
  - 鷹潭市が地級市の鷹潭市に昇格。
  - 貴渓県・余江県が鷹潭市に編入。
  - 楽平県が景徳鎮市に編入。
  - 波陽県の一部が景徳鎮市昌江区に編入。
- 1990年12月26日 - 徳興県が市制施行し、徳興市となる。(2市10県)
- 1993年1月3日 - 上饒県の一部が上饒市に編入。(2市10県)
- 1998年8月5日 - 上饒市の一部が上饒県に編入。(2市10県)
- 2000年6月23日 - 上饒地区が地級市の上饒市に昇格。

#### 上饒市
- 2000年6月23日 - 上饒地区が地級市の上饒市に昇格。(1区1市10県)
  - 上饒市が区制施行し、信州区となる。
- 2000年6月27日 - 余干県の一部が万年県に編入。(1区1市10県)
- 2003年12月17日 - 波陽県が鄱陽県に改称。(1区1市10県)
- 2015年2月16日 - 広豊県が区制施行し、広豊区となる。(2区1市9県)
- 2019年6月27日 - 上饒県が区制施行し、広信区となる。(3区1市8県)

## 交通

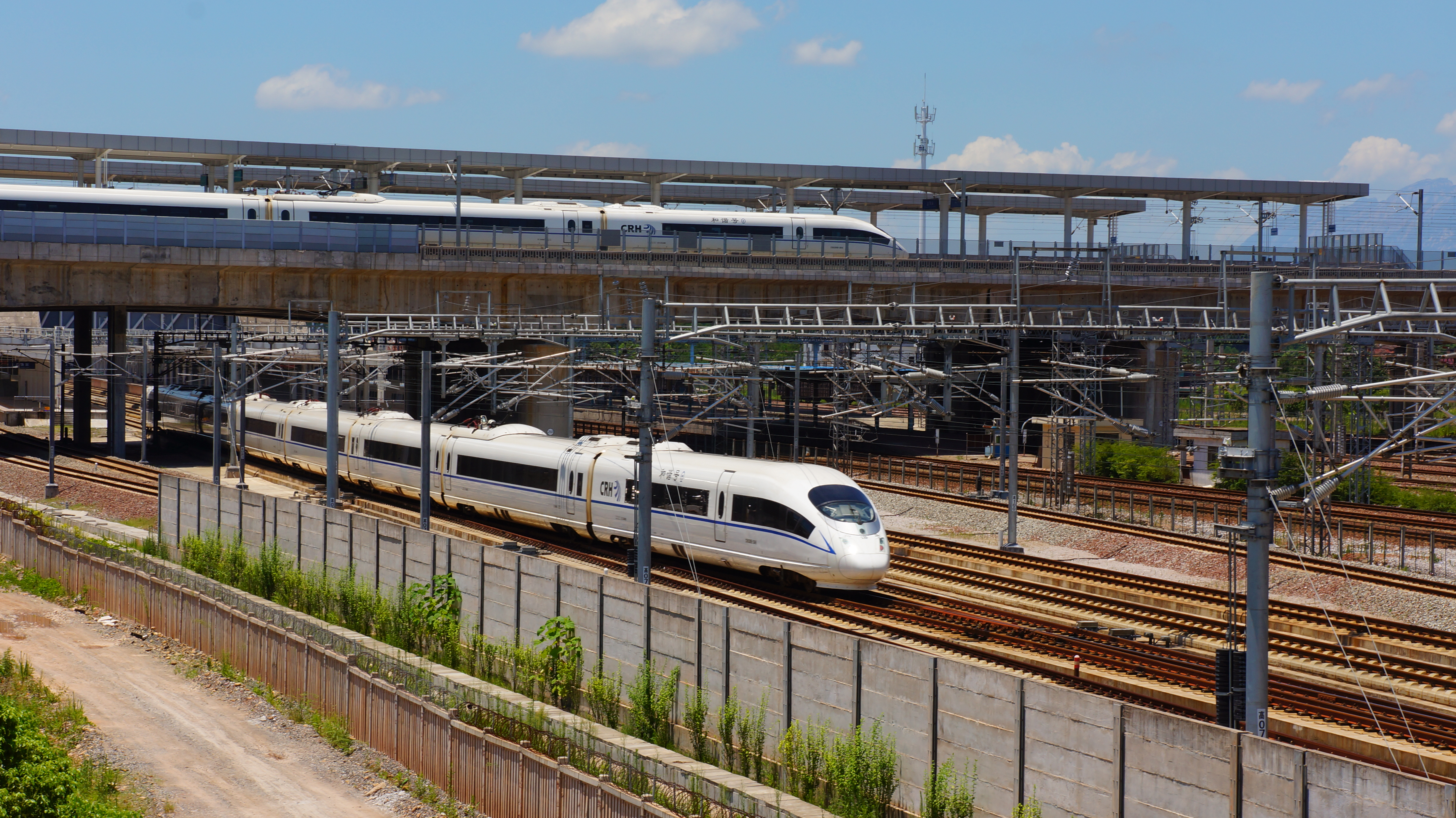
滬昆旅客専用線を合福旅客専用線がオーバークロスする構造の上饒駅

### 航空
- 上饒三清山空港（中国語版）

### 鉄道
- 中国国家鉄路集団
  - 滬昆旅客専用線
  - 合福旅客専用線
  - 衢九線（中国語版）
  - 昌景黄線（中国語版）
  - 滬昆線
  - 皖贛線
  - 峰福線（中国語版）

### 道路
- 高速道路
  - 済広高速道路
  - 杭瑞高速道路
  - 滬昆高速道路
  - 寧上高速道路
  - S19 徳上高速道路
  - S26 徳婺高速道路
  - S33 上万高速道路
  - S36 徳昌高速道路
- 国道
  - G206国道
  - G320国道

## 健康・医療・衛生
- 上饒市人民医院
- 上饒市第二人民医院
- 上饒市広信区人民医院（広信区）
- 広豊区人民医院（広豊区）
- 万年県人民医院（万年県）
- 徳興市人民医院（徳興市）
- ハ陽県人民医院（鄱陽県）
- 鉛山県人民医院（鉛山県）
- 婺源県人民医院（婺源県）
- 弋陽県人民医院（弋陽県）
- 余干県人民医院（余干県）
- 玉山県人民医院（玉山県）
- 横峰県人民医院（横峰県）
- 信州区市立医院（信州区）